# Tlanipatlán, Teloloapan
Tlanipatlán är en ort i Mexiko.   Den ligger i kommunen Teloloapan och delstaten Guerrero, i den södra delen av landet, 170 km sydväst om huvudstaden Mexico City. Tlanipatlán ligger 1 492 meter över havet och antalet invånare är 403.
Terrängen runt Tlanipatlán är kuperad. Runt Tlanipatlán är det glesbefolkat, med 16 invånare per kvadratkilometer. Närmaste större samhälle är Apaxtla de Castrejón, 9,9 km sydost om Tlanipatlán. I omgivningarna runt Tlanipatlán växer huvudsakligen savannskog.